# Jamie Foster

a Compétitions nationales et continentales officielles uniquement.

Jamie "James" Foster, né le 27 juillet 1990 à St Helens (Merseyside), est un joueur de rugby à XIII anglais évoluant au poste d'ailier ou de centre. Il fait ses débuts professionnels sous les couleurs de St Helens RLFC en 2010 en Super League, il devient rapidement titulaire et buteur de l'équipe, succédant dans ce rôle à Kyle Eastmond.